# Gunclje
Gunclje (319 mnm) so danes predmestno ljubljansko naselje, nekdaj pa vas pri Ljubljani. Ležijo približno 8 kilometrov severozahodno od centra mesta ob Celovški cesti. Gunclje obsegajo približno 80 hektarjev (0,8 km2) in so del četrtne skupnosti Šentvid.
Ob naselju se nahaja gozdnata površina Gunceljskega hriba. Najbližji vrh je Velika trata (518 m), kjer so še sledovi prazgodovinskega gradišča iz železne dobe. 
Skozi naselje teče markirana pot proti Bormesu, Slavkovem domu in Katarini. S središčem mesta so povezane z rednimi mestnimi avtobusnimi linijami št. 1, 1B, N1, 8 in 8B, linija št. 15 pa povezuje tudi bližnje vasi.
Stare Gunclje potekajo od hišne številke Gunceljska cesta 37 (Krvinova hiša) proti gozdu.

## Izvor imena
Vinko Pirš je izjavil, da je ime za naselje nastalo iz dejstva, da so včasih v Guncljah imeli pse za lov (v bližnji vasi Dvor je stala graščina). Po nemško se imenuje »Hunds Loch«, v slovenskem prevodu pomeni pasjo luknjo. Drugi vir, ki je tudi bolj zanesljiv pa navaja, da ime izhaja iz slovanskega imena Guncelj, ki je bil verjetno tudi eden izmed prvih prebivalecev kraja.

## Zgodovina
Gunclje ležijo na območju srednjeveške naselitve. Prvi pisani viri o Guncljah so iz 15. stoletja, kjer se v različnih virih omenja Gunzelstorff, Gunzleinstorf ali Güntz-leinsdorff, kasneje v letu 1705 pa je omenjena vas Gunzell, pri popisu leta 1754 pa Gunzle oziroma Gintschlech.
Najstarejša hiša v Guncljah (na zgornji barvni sliki) izvira nekje iz 16. stoletja ter je nastala v poznem srednjem veku, kar je mogoče sklepati iz masivne konstrukcije in posameznih detajlov. O nastanku hiše je več domnev. Ena domneva, da je nastala kot pristava bližnje graščine na Dvoru, druga pa, da se je razvila iz kašče. Na desni strani vhoda je slabo viden motiv trebušaste vaze s cvetjem. Sneg v zimi 1965/66 je poškodoval velik del ometa in fresk. Hiša je etnografski spomenik prvega reda, ker ima ohranjeno zasnovo in arhitektonske detajle iz 16. stoletja. Hiša je bila leta 1769 nadzidana in bogato poslikana s freskami, šivanimi robovi z motivom štirilista ter slikanimi okenskimi okvirji. Ohranjen je alpski tloris hiše. Ohranjenih je tudi nekaj slik iz leta 1924.
Hiša s hišno številko 4 je nastala v 16. stoletju, kar je mogoče sklepati iz gotskih okrasnih motivov na fasadi (bela štiriperesna deteljica v črnih kvadratih z rdečo obrobo). Hišo so leta 1712 predelali, naredili so lesen strop, ki je bil posneti na ajdovo zrno. Na čelni strani fasade je baročna slikarija sv. Florjana, tudi na zadnjem delu stavbe je podoben motiv, ki pa je ornametalno različen.
Nekoliko mlajša je hiša s hišno številko 3, ki pa je kmečka hiša z neposlikanimi fasadami in manjšim portalom, iz česar lahko sklepamo, da je bila hiša zgrajena bolj skromno.
Omeniti velja tudi stavbe s hišnimi številkami 2, 7, 13 in 14, ki tvorijo celoto.
Prej omenjene hišne številke so kasneje spremenili. Z odlokom sta bili hišni številki Gunceljska cesta 37 in 45 proglašeni za etnološki spomenik.
Gunclje so se do sredine 19. stoletja razvijale na eni strani ceste, njeno prebivalstvo pa je počasi naraščalo, v drugi polovici 19. stoletja pa se je vas začela širiti hitreje, vendar zelo neurejeno. 
Leta 1900 je bilo v vasi 24 hiš, vodo pa so dobivali iz hriba, ki pa je bila v poletnem času kalna in včasih tudi oporečna. Tako so na pobudo župana Belca sklenili, da naredijo vodovod. Naredili so vodno zajetje (cca 17 m3), ki ga je sezidal zidarski mojster Jurij Jenko. Položili so 900 metrov cevi in vodo speljali do sedemnajstih hiš in več hlevov. Vodovod je blagoslovil župnik Gregor Maloverh. Opis celotnega dogodka najdete v Slovenecu: političenem listu za slovenski narod (12.06.1900, letnik 28, številka 133).
Po, pred in po prvi svetovni vojni se je struktura iz čisto obcestne spremenila zaradi hitrega naraščanja prebivalstva, razvoja industrije in relativne bližine Ljubljane.
Gunclje so imele v začetku 20. stoletja mojstra za vodnjake (Luka Omejec), trgovca z žganimi pijačami (Jernej Rozman in Franc Štrukelj), orodje pa je izdeloval kovač Janez Bezljaj. 
Gunclje so imele enega mizarja že leta 1884. Število mizarjev pa se je z leta v leto povečevalo tako so bili med letoma 1930 in 1941 kar štirje mizarji. Leta 1922 sej je v Gunclje iz Mengša preselil izdelovalec orgel in harmonijev Franc Jenko (1894 - 1968), ki je ustanovil »strojni obrat«, ki je zaposloval 12 delavcev. Od leta 1927 do 1997 ko je sin Anton opustil orglarstvo izdelali kar 225 orgelj. Jenkova orglarska delavnica je med oglarji bolj poznana.
Po drugi svetovni vojni je bila gradnja še hitrejša, pri čemer se je veliko gradilo na črno. Na njivah so gradili naselje brez urbanizma in zelo neenotno.
Gunclje so se najbolj razvile v letih od 1967 do 1982, ko je bilo narejeno največ hiš.
V letu 1983 so z odlokom sprejeli plan urbanističnega razvoja mesta Ljubljane na območju Guncelj, ki je obravnaval tudi Vižmarje in Brod. Odločeno je bilo, da se stanovanjske površine načeloma ne povečujejo.
Prvi znani popis prebivalstva je bil narejen leta 1754, kjer se pojavljajo naslednji priimki: Koman, Hvastja, Kozamernik, Brancelj, Keršič, Živalič, Maček, Hribar, Zlobec, Gregorc, Teršan, Jerin, Krvina, Koman, Vouk, Karjovec, Setnikar in Pleško.
Zanimivi so tudi drugi popisi prebivalstva v Guncljah. Leta 1931 je bilo 218 prebivalcev, leta 1948 je bilo 376 prebivalcev, leta 1953 je bilo 428 prebivalcev, leta 1981 je bilo 1052 prebivalcev in leta 1991 je bilo 985 prebivalcev, v kasnejših popisih so Gunclje zajete v popisih četrtne skupnosti Šentvid.
Ulice v Guncljah, ki so jih preimenovali (težava je bila, da so bile številke hiš podeljene po datumu nastanka hiš, tako so bile porazdeljene popolnoma neurejeno) leta 1969 in so poimenovane po osebah (priimki so znani gunceljski priimki, ki se pojavaljajo v leteraturi): 
- Mrharjeva ulica (Stane Mrhar) - cesta, ki vodi do hriba,
- Štrukljeva ulica (Marjan Štrukelj-Vasja) - cesta, ki vodi v hrib,
- Živaličeva ulica (Franc Živalič),
- Ulica Rozke Usenik,
- Švegljeva cesta (Franc Švegelj-Budinko),
- Kernova cesta (Jože Kern).

Leta 1991 je bilo zgrajeno kanalizacijsko omrežje, plinsko omrežje pa po letu 2000.

### Spominska plošča na Zadružnem domu
Spominska plošča na Zadružnem domu je posvečena Francu Šveglju-Budinku, ki je bil rojen 28. januarja 1917 v Guncljah. Izučil se je za mizarja, deloval pa je tudi v komunistični partiji. Belogardisti so izvedeli, da deluje v komunistični partiji, zato se je moral vedno bolj skrivati, vendar so ga vseeno izdali. Nemci so ga pri begu hudo ranili. Hudo ranjenega so odpeljali v bolnišnico. Še ne čisto zdravega je mučil domobranec Jožef Hlebec in ga zaprl v ječo. 5. maja 1945 so Franca belogardisti odpeljali na Turjak, kjer so ga ubili. Domačini so ga takoj po koncu vojne izkopali in prenesli na Šentviško pokopališče.

## Šport

### Smučišče »Poseka«
Na smučišču Poseka v Guncljah so začeli smučati že med drugo svetovno vojno. Kmalu po drugi svetovni vojni so lastniki parcel podrli še več dreves in je nastala večja poseka. Športne aktivnosti smučanja in smučarskih skokov je združeval TVD Partizan Šentvid. Z dodatnim širjenjem smučišča so leta 1950 trenirali takratni člani državne reprezentace. V letu 1970 je mesto Ljubljana kupilo vlečnico, ki jo je odstopilo klubu Olimpija. Smučišče Poseka je bilo ponoči tudi osvetljeno. Leta 1988/89 so posekali približno 35 m3 lesa in premaknili 10.000 m3 zemljišča, ter tako smučišče razširilo navzgor in navzdol. Od leta 2008 je bilo za smučišče lepo poskrbljeno in na smučišču je obratoval tudi teptalnik. Za smučišče je dolga leta skrbel Vili Juvančič, sedaj pa se poseka zarašča. Poseka je dolga 600 m z višinsko razliko 155 m. Žal pa je z letom 2017 smučišče izgubilo dovoljenje za obratovanje, pojavljajo pa se tudi težave zaradi parkiranja in dejstva, da je parcela v lasti več lastnikov, ki ne najdejo skupnega dogovora.

### Bejzbol in Softball klub Gunclje
V gramozni jami so leta 1976 začeli igrat bejzbol. šport je bil za tiste čase nekaj novega in je hitro pritegnil otroke in mladino. Sledili so tudi uspehi in leta 1984 so bile Gunclje v svoji kategoriji tudi evropski podprvaki. Po osamosvojitvi pa je zaradi finančnih težav in igube zanimanja klub žal prenehal delovati. Danes je na prostoru bivšega bejzbolskega prostora urejno golfsko in ragbijsko igrišče. Okoli obeh igrišč pa je urejena tudi proga za tek na smučeh in v poletnem času sprehajalno tekaška proga.

### Alpinizem
Alpinizem v Guncljah se je začel razvijati po letu 1965, kjer so se združili prijatelji iz otroških let in sosedje, ki so bili večinoma včlanjeni v Alpinističnem odseku (AO) Matica v Ljubljani. Že leta 1967 je bilo v Guncljah 6 alpinistov, kar je verjetno glede na število prebivalcev največ v državi. Prvi alpinisti so bili: Marjan Brišar, Danilo Cedilnik, Silvo in Viki Grošelj, Rado Šerjak in Slavko Švegelj. Med alpinisti velja omeniti tudi še mlajša alpinista Tadejo Križnar in Tomaža Jakofčiča.

### Ragbi
Ustanovljen je bil leta 1962 in mnogokrat preimenovan, tako da se je zdaj obdržalo ime Rugby klub Ljubljana. Igrišče v Gucljah so uredili leta 1995.

### Skakanje
Že pred drugo svetovno vojno so v Guncljah v Dolinici postavili prvo skakalnico (K 12 m). Prvo tekmovanje v Guncljah je bilo 26. 1. 1946. Tekmovanja v Guncljah so bila organizirana med letoma 1946 in 1955 na 32 metrski skakalnici, ki so jo leta 1950 povečali na 35 m. 26. Oktobra 1976 je bilo v zadružnem domu Gunclje ustanovljeno SD Dolomiti za zimsko-športne potrebe krajanov. Krajani so bili naklonjeni športni dejavnosti, Žal pa tedaj ni bilo denarja, tako so vse naredili sami.

### Prostovoljno gasilsko društvo Gunclje-Male Vižmarje
Ustanovili so ga 26. januarja 1919 pod imenom Prostovoljno gasilsko društvo Gunclje.
Društvo se je razvilo iz Prostovoljnega gasilskega društva Šentvid. Od leta 1901 so imeli tudi svoj odred, ki je vključeval Gunclje, Stanežiče in Medno. Imeli so svojo brizgalno in drugo najnujnejšo opremo. Prvi poveljnik je bil Franc Štrukelj. Leta 1920 so prejšnjo orodjarno povečali v gasilski dom. Pred drugo svetovno vojno so kupili še motorno črpalko ILO in zgradili tri vodne bazene, katerih prostornina znaša 48 m3.
Po vojni so opremo nekoliko posodobili, leta 1975 kupili novo motorno brizgalno Rosenbauer in kombi IMV, od leta 1976 pa imajo tudi svoj prapor. Leta 1960 je bil v starem gasilskem domu manjši požar, ki je uničil ves arhiv in nekaj opreme. S prispevki krajanov ter finačno pomočjo Občinske gasilske zveze so leta 1988 zgradili nov gasilski dom na Kosijevi ulici, v naslednjem letu pa dokupili še orodno vozilo TAM 80T50. V letu 1998 so dokupili visokotlačno brizgalno Kotorna na enoosni prikolici, leta 1999 pa še kombi VW Synchro. Leta 2011 so kupili novo gasilsko vozilo.

### Kegljaško društvo Gunclje
Kegljaško društvo Gunclje je leta 1978 štelo 40 članov, ki so redno vadili na štiristeznem kegljišču v zadružnem domu. Danes kegljaškega društva ni več.

## Znani prebivalci
- Viki Grošelj
- Tomaž Jakofčič
- Tomi Meglič
- Boštjan Meglič
- Lojze Slak
- Marjan Zaletel Janč
- Danilo Cedilnik
- Franc Jenko
- Janez Gorišek
- Blaž Gregorin
- Miha Šalehar
- Svit Dakić